# Aishath Reesha
Aishath Reesha (Malé, 31 maggio 1989) è un'ex mezzofondista maldiviana, che ha rappresentato il suo paese ai campionati del mondo di atletica leggera ed ai Giochi olimpici.

## Biografia
Nella sua breve carriera internazionale, durata solo quattro stagioni, dal 2007 al 2010, Aishath Reesha ha avuto modo di rappresentare il suo paese in due edizioni dei campionati del mondo di atletica leggera e ad una edizione dei Giochi olimpici estivi.
Ancora a livello juniores, nel 2007 aveva partecipato ai Giochi dell'Asia Meridionale under 20, disputando a livello individuale gli 800 metri e i 1500 metri. Aveva inoltre preso parte alla staffetta 4×400 metri, che vinse la medaglia di bronzo.
Nello stesso anno esordì in un campionato del mondo di atletica leggera. Ai mondiali di Osaka corse i 1500 metri, giungendo ultima nella sua batteria, col 33º (e penultimo) tempo assoluto, ad oltre un minuto di distacco dalla 32ª, la marocchina Siham Hilali.
Un anno dopo difese i colori delle Maldive in occasione dei Giochi olimpici di Pechino 2008. In questa occasione ha disputato gli 800 metri, e pur facendo segnare il proprio primato personale migliorandolo di quasi tre secondi, giunse anche in questo caso ultima della propria batteria, con il peggior tempo fra le atlete giunte al traguardo. La più vicina tra le avversarie, l'equatoguineana Emilia Mikue Ondo, corse quasi dieci secondi più veloce della Reesha.
Ha disputato la sua seconda ed ultima rassegna iridata un anno più tardi. Ai mondiali di Berlino 2009 ha corso nuovamente sulla distanza degli 800 metri. Giunse anche in questo caso ultima della sua batteria, con il penultimo tempo assoluto. Il tempo fatto registrare, 2'28"00, le consentì comunque di mettere a segno il record nazionale maldiviano.
Nel 2010 ha corso i 400 metri piani ai Giochi dell'Asia meridionale, chiudendo la propria batteria al sesto posto.